# Ildar Ilfatowitsch Garifullin
Ildar Ilfatowitsch Garifullin (russisch Ильдар Ильфатович Гарифуллин; * 27. Mai 1963 in Ufa, Baschkirische ASSR; † 22. Mai 2023 in Ufa, Baschkortostan, Russland) war ein sowjetischer Nordischer Kombinierer.

## Werdegang
Garifullin trat besonders im Winter 1983/84 international in Erscheinung. So gab er am 29. Dezember 1983 in Oberwiesenthal sein Debüt im 1983/84. Dabei gewann er als Neunter direkt seine ersten Weltcup-Punkte. Sein bestes Einzelergebnis erzielte er Anfang Januar in Schonach, wo er den fünften Platz belegte. Eine Woche später wurde er gemeinsam mit Oleksandr Proswirnin und Alexander Majorow Zweiter beim Teamwettkampf in Nesselwang hinter der finnischen Staffel. Im Februar nahm er an den Olympischen Winterspielen 1984 in Sarajevo teil. Im Einzelwettbewerb von der K-90-Schanze und über fünfzehn Kilometer belegte er den 23. Platz. Da die Teamwettbewerbe nicht im olympischen Programm aufgenommen wurden, fand im März der Staffelwettbewerb als Nordische Skiweltmeisterschaften in Rovaniemi statt. Zusammen mit Oleksandr Proswirnin und Alexander Majorow gewann Garifullin die Bronzemedaille. Den Winter schloss er auf dem 17. Platz der Weltcup-Gesamtwertung ab.
Garifullin ist als Direktor des Sdyusshor 33 Ufa in der Kinder- und Jugendausbildung im Skispringen und der Nordischen Kombination tätig. Bei den im Februar 2019 erstmals ausgetragenen asiatischen Winter-Jugendspielen in Juschno-Sachalinsk fungierte Garifullin bei den Skisprungwettbewerben als Technischer Delegierter. Diese Funktion übte er auch bei einer Reihe von russischen Meisterschaften im Skispringen aus.

## Statistik

### Weltcup-Platzierungen
| Saison  | Platz | Punkte |
| ------- | ----- | ------ |
| 1983/84 | 17.   | 29     |